# Список умерших в 1278 году

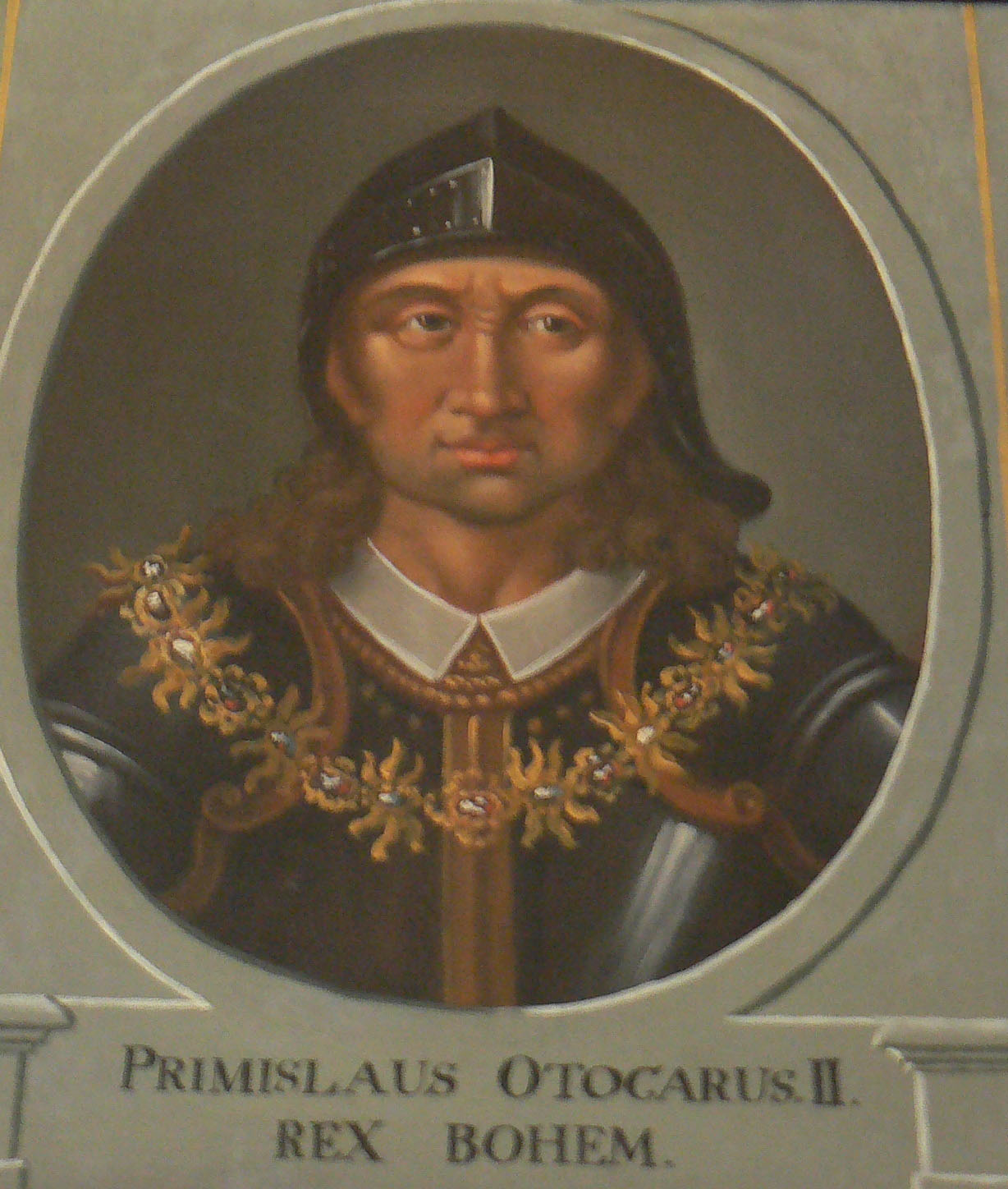
Пржемысл Отакар II

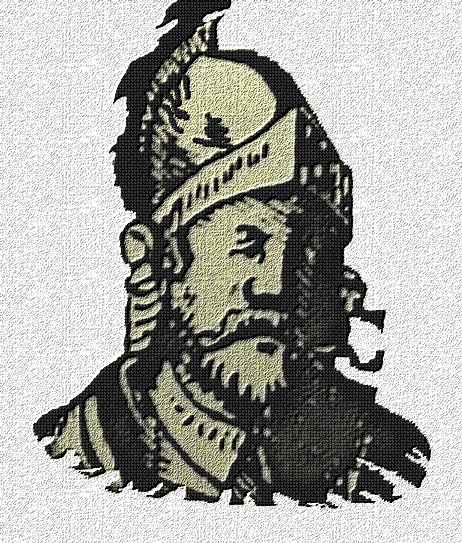
Барним I Добрый

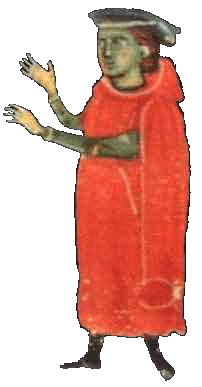
Пейре Карденаль

В этой статье представлен список известных людей, умерших в 1278 году.
См. также: Категория:Умершие в 1278 году

## Январь
- 3 января — Ладислав II Кан — воевода Трансильвании (1263—1264, 1275—1276).
- 10 января — Гиг VI де Форе, французский феодал, граф Форе (1270—1278).
- 19 января — Жан I, граф Лоона и Шини (1273—1278).
- 22 января — Роджер Скернинг[англ.] — епископ Нориджа[англ.] (1266—1278)

## Март
- 16 марта — Вильгельм IV — граф Юлиха (1218—1278), убит вместе с сыном Вильгельмом в «Ночь святой Гертруды» (восстание в Ахене)

## Май
- 1 мая — Гильом II де Виллардуэн — Князь Ахейи (1246—1278)
- 8 мая — Дуань-цзун (9) — император Китая династии Южная Сун (1276—1278).

## Июнь
- 15 июня — Тома д’Ольну[фр.] — епископ Се (1256—1278)
- 30 июня — Пьер де ла Брос[англ.] — фаворит французского короля Филиппа III Смелого; казнён

## Июль
- 12 июля — Эрхард де Лессинес[фр.] — французский кардинал-епископ de Palestrina (1278)

## Август
- 1 августа — Генрих Борвин III — первый сеньор Ростока (1226—1278)
- 16 августа — Наполеоне делла Торре — синьор Милана (1265—1277).
- 26 августа — Пржемысл Отакар II — король Чехии (1253—1278), герцог Австрии (1250—1276), герцог Штирии (1251—1254, 1260—1276), герцог Каринтии (1269—1276), герцог Крайны (1269—1276)

## Октябрь
- 21 октября — Ян III из Дражиц[нем.] — епископ Праги (1258—1278)
- Роберт де Чаунси[англ.] — епископ Карлайла (1257—1278)

## Ноябрь
- 13 ноября — Барним I Добрый — князь Поморско-Щецинский (1220—1278), последний князь Поморско-Дыминский (1264—1278)

## Декабрь
- 13 декабря — Глеб Василькович (41) — первый Князь Белозерский (1238—1278), Князь Ростовский (1277—1278).
- 22 декабря — Мухйиддин ан-Навави — исламский богослов, факих, мухаддис
- Болеслав II Рогатка («Лысый») — Князь Польши (Кракова) (1241), последний князь Силезии (Вроцлав) (1241—1248), первый князь легницкий (1248—1278)

## Дата неизвестна или требует уточнения
- Андраш, венгерский принц, герцог Славонии (1274—1278).
- Анцельм из Мейсена — первый епископ Варминский (1250—1258)
- Бернар де Аббевилль[фр.] — епископ Амьена (1259—1278)
- Бруно III[англ.] — граф Исенбурга-Браунсберга (1255—1278).
- Гвидо делла Скала, епископ Вероны (1274—1275).
- Генрих I — граф де Водемон (1232—1278).
- Герман III, патриарх Константинопольский (1265—1266).
- Глеб Ростиславич — Князь Смоленский (1249—1278) (с 1274 под властью Золотой Орды)
- Жерар де Грансе[нем.] — епископ Вердена (1275—1278).
- Караманоглу Мехмет-бей, второй правитель бейлика Караманогуллары (1261/63—1278).
- Пейре Карденаль — провансальский трубадур.
- Ланселот де Сен-Маар — маршал Франции (1270), участник восьмого крестового похода
- Ли Тьеу-хоанг — последняя императрица династии Ли (1224—1225), первая императрица-консорт династии Чан (1225—1237), жена императора Чан Каня.
- Мухаммед II[англ.] — султан Мальдивских островов (1269—1278)
- Убертино Паллавичини — маркграф Бодоницы (1237—1278)
- Шамс ад-Дин Мухаммад Курт I — правитель государства Куртов (1245—1278).